# Moritz von Kotzebue

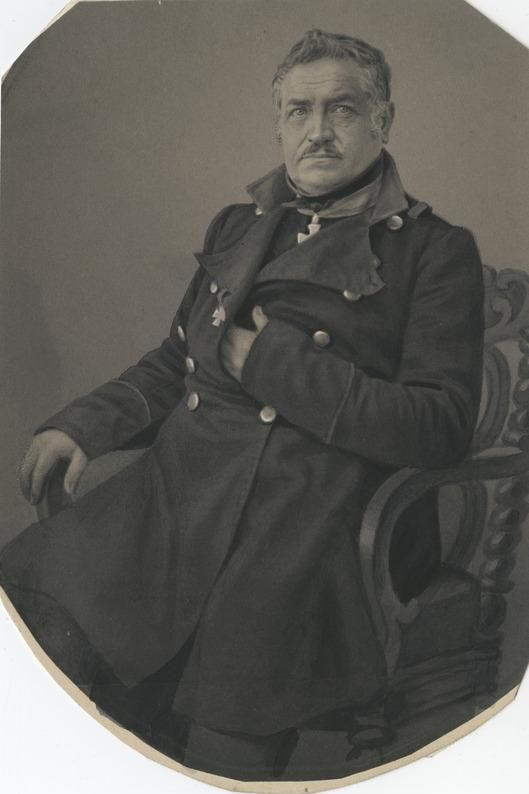
Moritz von Kotzebue

Moritz von Kotzebue (Mäetaguse, 30 de abril de 1789 — Varsóvia, 22 de fevereiro de 1861) foi um general russo, filho do escritor alemão August von Kotzebue.